# Susanne Royer
Susanne Royer (* 17. Oktober 1969) ist eine deutsche Wirtschaftswissenschaftlerin.

## Leben
Sie studierte Betriebswirtschaftslehre an der Universität Paderborn (Diplom-Kauffrau 1995). Nach der Promotion 2000 und der Habilitation 2003 (Venia Legendi für das Fachgebiet Betriebswirtschaftslehre) ist sie seit 2004 Universitätsprofessorin für allgemeine Betriebswirtschaftslehre an der Universität Flensburg.

## Schriften (Auswahl)
- mit Helmut Dietl und Markus Pauli: Internationaler Finanzplatzwettbewerb. Ein ressourcenorientierter Vergleich. Wiesbaden 1999, ISBN 3-409-11489-0.
- mit Helmut Dietl und Markus Pauli: Frankfurts Position im internationalen Finanzplatzwettbewerb. Eine ressourcenorientierte Analyse. Frankfurt am Main 1999.
- Strategische Erfolgsfaktoren horizontaler kooperativer Wettbewerbsbeziehungen. Eine auf Fallstudien basierende erfolgsorientierte Analyse am Beispiel der Automobilindustrie. München 2000, ISBN 3-87988-496-X.
- mit Oke Christian Beckmann: Business models and the impact of different market contexts : towards an analytical framework for researchers and practitioners . Flensburg 2016.